# 広海カホ
広海 カホ（ひろみ カホ、2013年8月6日 - ）は、日本の女子プロレスラー。チョコプロ レスリング所属。

## 所属
- チョコプロ レスリング（2024年 - ）

## 経歴
2024年8月22日、デビュー戦の相手が水波綾に決定。
8月31日に行われた後楽園ホール大会「For the Future」の水波綾戦でデビュー。